# كريم إسيكال
كريم إسيكال (ولد في 8 فبراير 1996 في بلجيكا) هو لاعب كرة قدم بلجيكي ذو أصول مغربية يلعب حاليا لصالح نادي بيرسكوت فيلرييك. بدأ مسيرته الدولية مع منتخب المغرب تحت 17 سنة في كأس العالم تحت 17 سنة، حيث فاز المغرب على بنما 2–4.

## روابط خارجية
- كريم إسيكال على موقع قاعدة بيانات كرة القدم.إي يو (الإنجليزية)
- كريم إسيكال على موقع Soccerway.com (الإنجليزية)
- كريم إسيكال على موقع عالم كرة القدم.نت (الإنجليزية)